# Wiciowce kołnierzykowe
Wiciowce kołnierzykowe (Choanoflagellata) – jednokomórkowe, jednojądrowe, wodne, wolno żyjące organizmy eukariotyczne wyposażone w pojedynczą, długą wić otoczoną podobnym do choanocytu gąbek wysokim kołnierzykiem z wypustek cytoplazmatycznych (microvilli), tworzącym rodzaj aparatu filtrującego. 
Wiciowce kołnierzykowe są organizmami cudzożywnymi, żyjącymi pojedynczo lub kolonijnie w słonych i słodkich wodach całego świata. Większość z dotychczas opisanych gatunków występuje w strefie pelagialnej lub bentalnej mórz i oceanów, a około 50 gatunków w wodach słodkich. Odżywiają się bakteriami, które są odfiltrowywane z pomocą wspomnianego kołnierzyka. Ich cykl życiowy pozostaje słabo poznany. Tradycyjnie zaliczane były do wiciowców (Flagellata). Są blisko spokrewnione ze zwierzętami (Metazoa).
Cechą budowy komórki tych wiciowców jest obecność dodatkowego ciałka podstawowego leżącego w pobliżu ciałka podstawowego wici. Wiciowce kołnierzykowe rozmnażają się bezpłciowo i płciowo.

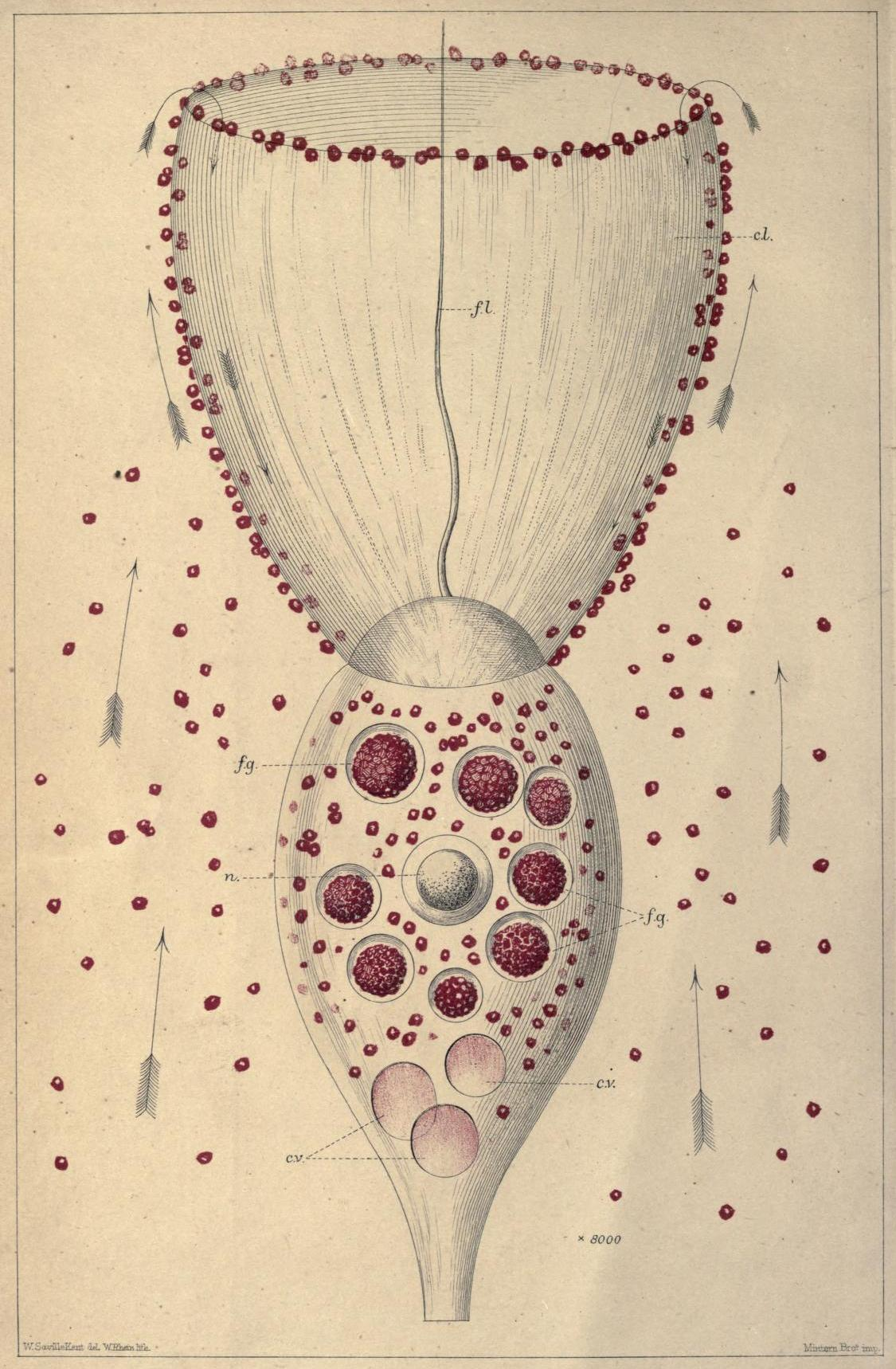
Schemat obrazujący sposób odżywiania się Monosiga gracilis – według Saville-Kenta

Termin Choanoflagellata został wprowadzony przez Williama Saville-Kenta w 1880. Klasyfikacja biologiczna tej grupy organizmów przez długi czas pozostawała niejasna. Zaliczano je w randze klasy Choanoflagellatea do grzybów (Fungi) lub do typu Choanozoa, w randze typu do protistów (Protista) lub Protozoa. Na podstawie badań genetycznych uznane zostały za klad należący do Opisthokonta.
Obecność wici oraz podobieństwo do choanocytów skłaniało wielu badaczy (w tym Buck, 1990, Hausmann i Hülsmann, 1996 oraz Cavalier-Smith, 1987 i 1998) do postawienia hipotezy, że kolonijne Choanoflagellata mogły być przodkami zwierząt wielokomórkowych i grzybów. Sugerowały to również wyniki badania niektórych genów – stwierdzono, że u tych wiciowców występują geny niezbędne do sygnalizacji międzykomórkowej, czyli odpowiedzialne za powstawanie białek tworzących szlak przekazywania sygnału. Geny te nie występują obecnie u żadnych innych organizmów jednokomórkowych, natomiast występują u zwierząt wielokomórkowych. 
Dalsze badania wskazują na siostrzaną pozycję Metazoa, co oznacza, że wiciowce kołnierzykowe nie są przodkami zwierząt, lecz mają z nimi wspólnych przodków.

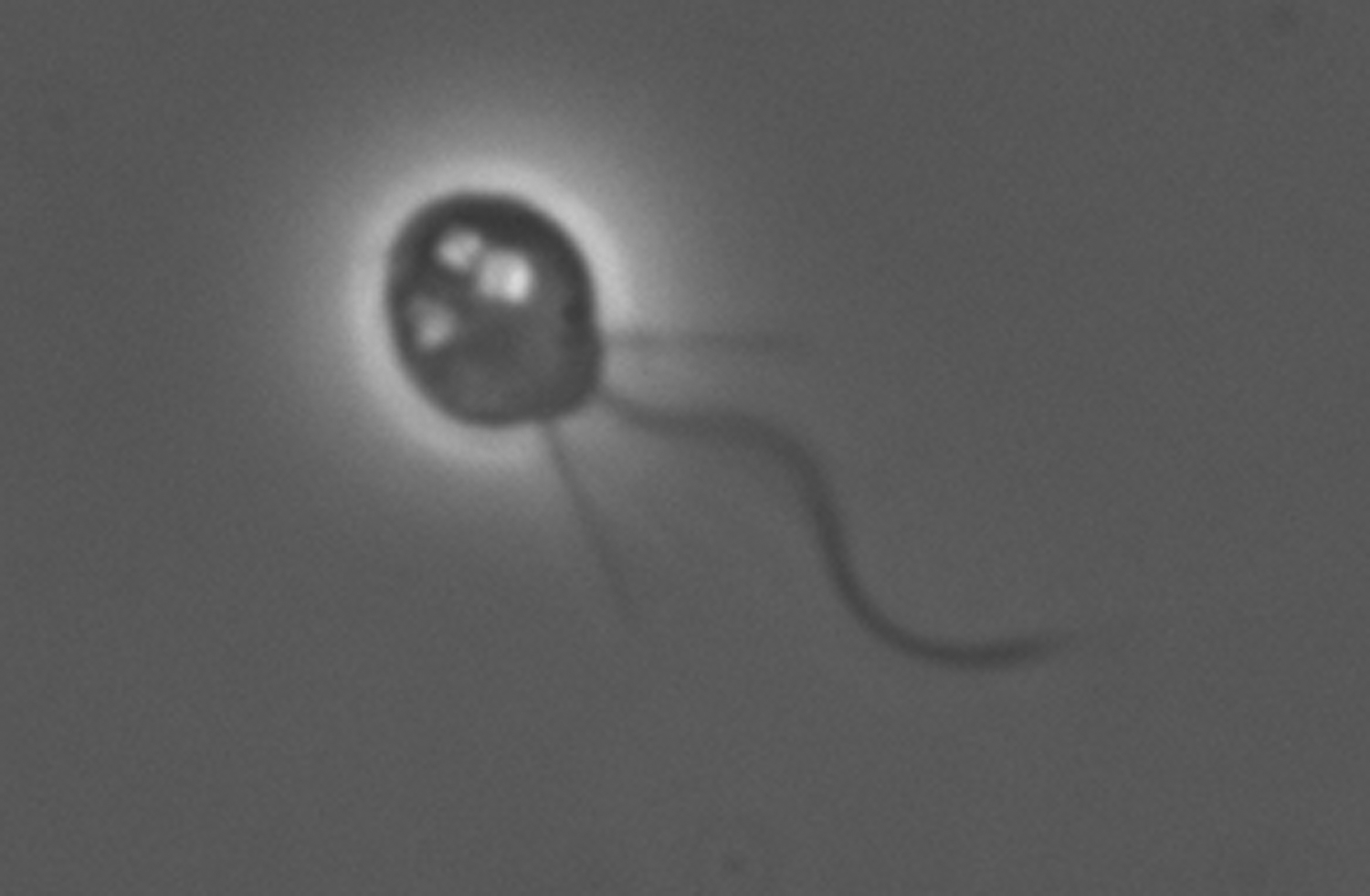
Monosiga brevicollis

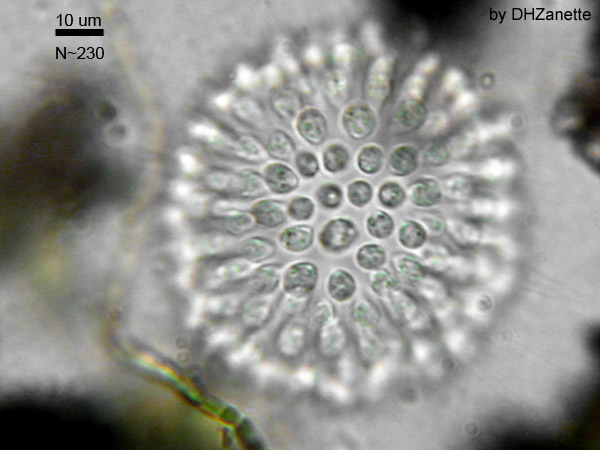
Kolonia Sphaeroeca sp.

W 2007 roku został zsekwencjonowany i przeanalizowany genom Monosiga brevicollis. Zawiera około 9200 bogatych w introny genów i wykazuje wysoki poziom złożoności. Potwierdzono obecność wielu genów charakterystycznych dla wielokomórkowców (w tym kodujących białka adhezyjne oraz domeny białek sygnalizacji międzykomórkowej), wykazano monofiletyzm tej grupy organizmów oraz ich odrębny od wielokomórkowców rozwój ewolucyjny.
Tradycyjnie, na podstawie morfologii peryplastu, wyróżniano 3 rodziny: Codonosigidae, Salpingoecidae i Acanthoecidae. Podział taki nie znalazł potwierdzenia w dotychczasowych badaniach molekularnych.